# Kilian Patour
Kilian Patour (né à Saintes le 20 septembre 1982) est un coureur cycliste français. Passé professionnel en 2002 dans l'équipe espoir du Crédit agricole, il a rejoint la formation Slipstream-Chipotle en 2007.
Il est retourné dans les rangs amateurs en 2010, avec l'équipe de l'UC Orléans, dont il exerce la fonction de directeur sportif depuis 2017.

## Biographie
Killian Patour commence le cyclisme à l'âge de seize ans.

## Palmarès
- 2000
  -  Champion de France sur route juniors
  - 1re étape du Tour de Basse-Saxe juniors
- 2001
  - Tour du Gâtinais
  - Prix des Œufs Durs
- 2003
  -  Champion de France sur route espoirs
  - Bruxelles-Zepperen
  - 4e étape du Tour de la Manche
  - Circuit des Deux Provinces
  - 2e de Paris-Troyes
- 2004
  - Grand Prix de la ville de Nogent-sur-Oise
  - 3e du championnat de France du contre-la-montre espoirs
- 2008
  - 2e du championnat de France de la course aux points
- 2009
  - 1re étape du Tour du Qatar (contre-la-montre par équipes)
- 2010
  - Champion de l'Orléanais[2]
  - Grand Prix de Châteaudun
  - 2e étape des Deux Jours cyclistes du Perche (contre-la-montre)
  - Tour du Haut-Berry
  - 3e du Chrono de Tauxigny
- 2011
  - Prix de Nevers
  - Boucles talmondaises

## Classements mondiaux
| Année           | 2007 | 2008   |
| --------------- | ---- | ------ |
| UCI Europe Tour | 958e | 1 077e |